# 1956年メルボルンオリンピックのポーランド選手団
1956年メルボルンオリンピックのポーランド選手団（1956ねんメルボルンオリンピックのポーランドせんしゅだん）は、1956年11月22日から12月8日にかけてオーストラリアのメルボルンで開催された1956年メルボルンオリンピックのポーランド選手団、およびその競技結果。

## 概要
今大会は金メダル1個、銀メダル4個、銅メダル4個の合計9個のメダルを獲得した。

## メダル
| メダル | 選手名                         | 競技 | 種目       |
| ------ | ------------------------------ | ---- | ---------- |
| 金     | エルジュビェタ・クシェシンスカ | 陸上 | 女子走幅跳 |
| 銀     | ヤヌス・シドウォ               | 陸上 | 男子やり投 |